# پروسنجیت چاترجی
پروسنجیت چاترجی (انگلیسی: Prosenjit Chatterjee؛ زادهٔ ۳۰ سپتامبر ۱۹۶۲) یک هنرپیشه اهل هند است.

## فیلم‌شناسی
- جرم
- پناهنده
- ترافیک
- سرباز
- شانگهای
- نیرو
- آخرین شاه‌لیر
- عشق جاویدان
- بعد از تو
- بازی
- همه شخصیت‌ها خیالی هستند
- ترافیک